# Bahnhof Trieste Campo Marzio
Der Bahnhof Trieste Campo Marzio war nach dem Hauptbahnhof der zweitwichtigste Bahnhof in Triest und diente bis 1960 dem Personenverkehr. Seitdem wird die Anlage gelegentlich für historische Sonderfahrten genutzt.
Das Aufnahmsgebäude beherbergt seit 1984 das Museo Ferroviario di Trieste Campo Marzio.
Der Bahnhof ist ein Kopfbahnhof und war Endpunkt mehrerer Bahnstrecken, unter anderem:
- Bahnstrecke Triest–Triest Aquilinia
- Bahnstrecke Jesenice–Triest (Transalpina)
- Lokalbahn Triest–Parenzo (Parenzana) (1902–1935)
- Bahnstrecke Triest–Hrpelje-Kozina (Triest–Erpelle) (1887–1958)
- Bahnstrecke Triest Centrale–Trieste Campo Marzio (alte oberirdische Verbindung, „Riva-Bahn“)
- Bahnstrecke Triest Centrale–Trieste Campo Marzio (Güterumgehung im Tunnel)

Der Bahnhof liegt bei Streckenkilometer 7,668 der Triester Gürtelbahn und war früher ein bedeutender Verkehrsknoten auch im Zusammenhang mit dem Triester Hafen.

## Geschichte

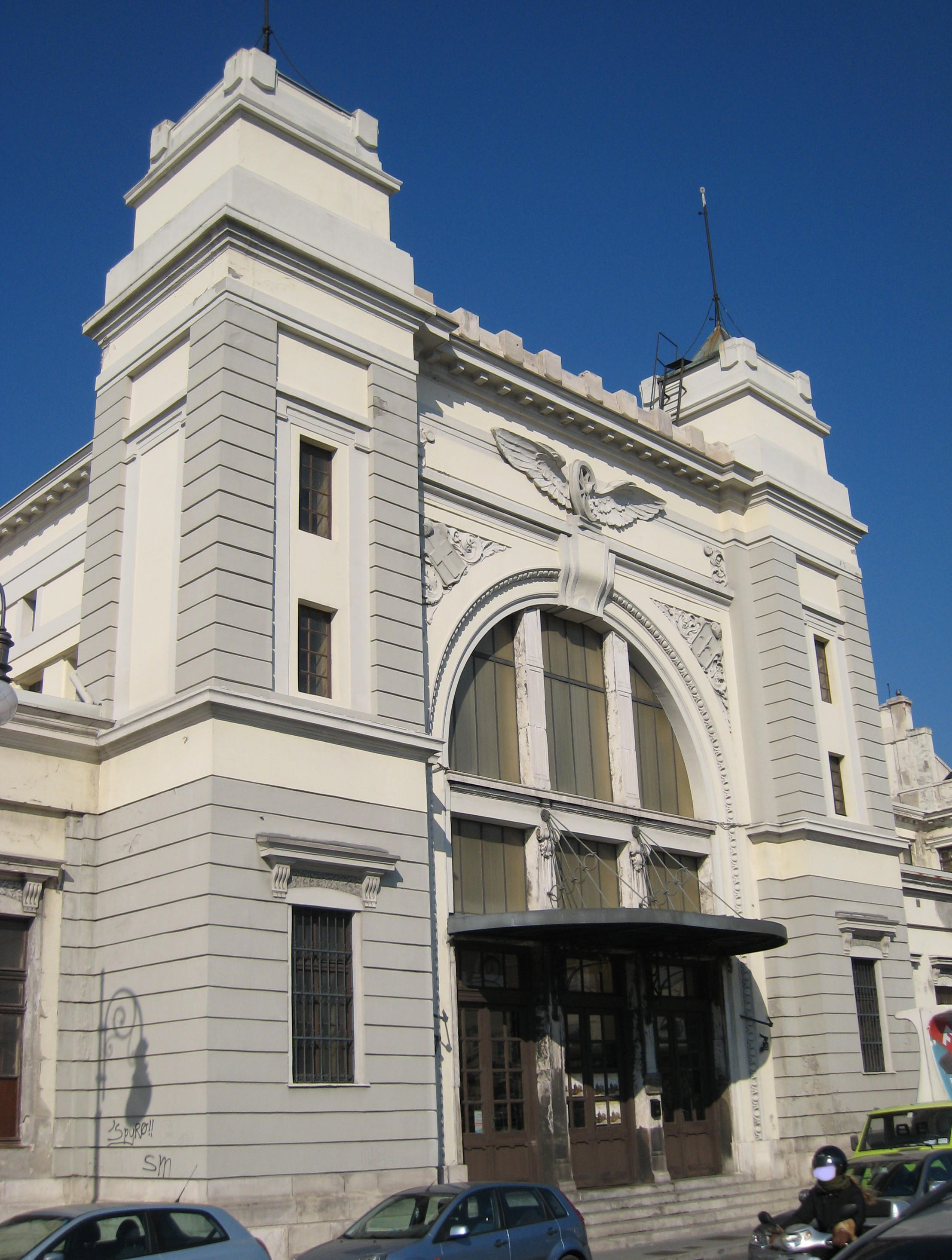
Der Eingangsbereich des ehemaligen Empfangsgebäudes der Station

Im Jahr 1887 eröffneten die österreichischen k.k. Staatsbahnen (kkStB) zur Verringerung ihrer Abhängigkeit vom Netz der k.k. priv. Südbahn (SB) die Bahnstrecke Triest–Hrpelje-Kozina, wodurch die Stadt Triest einen zweiten Bahnhof erhielt. Dieser wurde als Triest Sant’Andrea eröffnet und war Endpunkt der neuen Strecke. Er war über ein Gleis (Riva-Bahn) mit dem schon seit dem 27. Juli 1857 bestehenden Bahnhof Trieste Centrale der Südbahn verbunden. Von diesem neuen Bahnhof aus waren Bahnverbindungen nach Pola und Rovigno möglich. Ab 1902 nahm an dieser Station auch die schmalspurige Lokalbahn Triest–Parenzo ihren Ausgang.
Mit der Eröffnung der Transalpina im Jahr 1906 wurde der Bahnhof Sant’Andrea nach Norden verlegt und neu errichtet. Er erhielt die Bezeichnung Triest Staatsbahnhof (italienisch: Trieste stazione dello Stato). Das eindrucksvolle Empfangsgebäude wurde zwischen 1901 und 1906 nach einem Entwurf des Architekten Robert Seelig errichtet. Der Bahnhof war als Endpunkt der bedeutenden staatlichen Bahnlinie Jesenice–Triest vorgesehen, die Teil der Transalpina war. Diese verband Triest mit dem österreichischen Hinterland und, über Verzweigungen, mit Wien und Salzburg. Der neue Bahnhof war nach dem Bahnhof Triest Centrale der zweitgrößte in Triest, sowohl hinsichtlich seines Ausmaßes als auch seines Transportvolumens.
Nach dem Ersten Weltkrieg wurde die Station im Zuge der territorialen Neuordnung durch den Vertrag von Saint-Germain Teil der Ferrovie dello Stato (FS). 1923 wurde der Bahnhof Triest Sant’Andrea in Trieste Campo Marzio umbenannt.
Im Jahr 1935 verlor der Bahnhof den Verkehr nach Parenzo aufgrund der Stilllegung der Lokalbahn Triest–Parenzo. Weiterhin bestanden Verbindungen nach Hrpelje-Kozina und Pola, zudem ein – wenngleich reduzierter – Betrieb auf der Transalpina bis Gorizia Montesanto. Mit der erneuten Grenzverlegung nach dem Zweiten Weltkrieg wurde der Personenverkehr auf der Transalpina eingestellt. Der Bahnhof diente fortan ausschließlich dem Personenverkehr nach Hrpelje-Kozina, wobei fast alle Fahrten auf das italienische Teilstück bis Sant’Elia beschränkt waren. Aufgrund des geringen Verkehrs wurde 1958 der Zugbetrieb durch Busse ersetzt. Die Fahrkartenschalter und der Wartesaal blieben bis 1960 in Betrieb. Die endgültige Auflassung der Bahnverbindung erfolgte durch Dekret des Präsidenten der Republik Italien vom 28. August 1961, Nr. 1018. 1966 wurde die Strecke abgebaut. Der Bahnhof wurde über die Umgehungsstrecke (Tunnelverbindung) mit dem Hauptbahnhof für den Güterverkehr (v. a. Container) nach Kleinasien und den Nahen Osten weiter genutzt, wobei die Güter in Campo Marzio auf Schiffe verladen wurden.
Für einen Großteil des 20. Jahrhunderts befand sich vor dem Bahnhof ein bedeutender Endpunkt der Straßenbahn Triest.
Nach längerer Stilllegung beantragte eine Gruppe von Freiwilligen die Nutzung eines Teils des Geländes und gründete schließlich das Museo Ferroviario di Trieste Campo Marzio, das am 8. März 1984 für die Öffentlichkeit eröffnet wurde.

## Verkehr

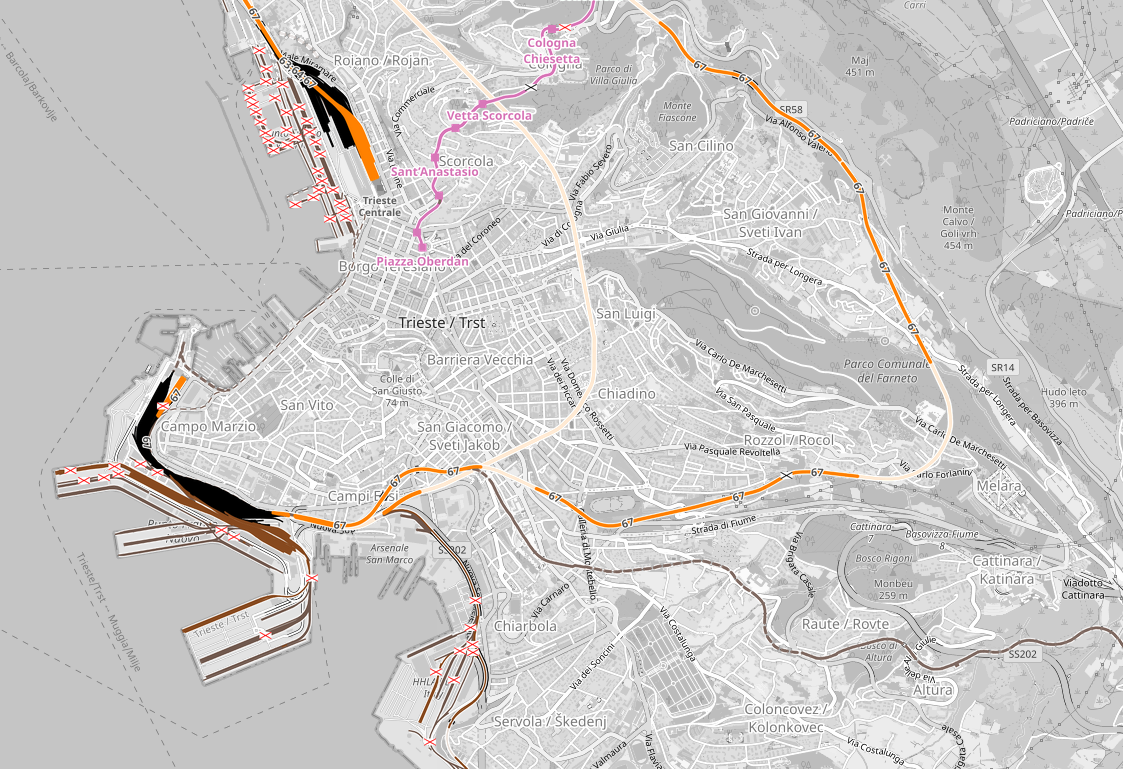
Eisenbahnstrecken in Triest (Trieste Campo Marzio ganz links)

Der Verkehr des Bahnhofs war in der zweiten Hälfte der 1930er Jahre beträchtlich: Im Jahr 1938 verließen täglich neun Züge mit Triebwagen des Typs ALn 556 den Bahnhof, von denen fünf den Endbahnhof Pola, drei Divača und einer Erpelle erreichten. Ebenfalls nach Pola verkehrten mit Dampflokomotiven bespannte zwei Schnellzüge, ein Personenzug und ein gemischter Zug. Am Bahnhof kamen täglich zwei Schnellzüge, ein Triebwagen aus Erpelle, zwei aus Divaccia und fünf aus Pola an. Aus Pola trafen außerdem ein gemischter Zug und ein Omnibus mit Dampfbetrieb ein. Hinzu kamen die Züge nach Görz und San Daniele del Carso, die über die Transalpina-Bahn verkehrten.
In der Zeit nach dem Zweiten Weltkrieg wurde infolge der Neufestlegung der Grenzen der Bahnverkehr auf einen bescheidenen Personenzugverkehr nach Erpelle (in Jugoslawien) mit Anschluss nach Pola reduziert.
Im Jahr 1947 wies der allgemeine Fahrplan „Pozzo“ ein tägliches Angebot von vier Zugpaaren beschleunigter Züge nach Erpelle auf. Im Jahr 1954 war die Zahl der Zugpaare auf fünf gestiegen (davon vier nur bis Sant’Elia auf italienischem Gebiet).
Ab dem 31. Dezember 1958 wurde der Bahnverkehr durch fünf Busverbindungen pro Tag ersetzt, bis zum folgenden Jahr blieben Fahrkartenschalter und Wartesaal für die Benutzer des Ersatzbusverkehrs geöffnet.
Die Station ist Endpunkt der Strecken nach Villa Opicina, nach Triest Aquilinia sowie nach Triest Centrale (über einen 5727 Meter langen Tunnel).

## Anlagen und Einrichtungen
Die Station verfügt über ein großes Empfangsgebäude, das früher die Fahrkartenschalter, einen Warteraum, einen Zeitungskiosk, eine Bar, Büros sowie die Betriebsleitung beherbergte. 
Der Illustrierte Führer auf den k.k. Österr. Staatsbahnen für die Strecken, Schwarzach-St. Veit--Badgastein--Villach, Villach--Rosenbach--Assling--Görz--Triest (siehe Weblinks) erwähnt auch eine Bahnrestauration sowie Baderäume.
Der Bahnhof ist mit zwei Einfahrsignalen ausgestattet; das Gleisfeld besitzt zwei Ausfahrsignale (ein inneres und ein äußeres). Vier der Bahnsteiggleise werden zur Unterbringung der Museumssammlung historischer Lokomotiven und Waggons genutzt.
Weiters waren bis in die Gegenwart einige Stockwerke des westlichen Seitenflügels als Wohnungen vermietet.

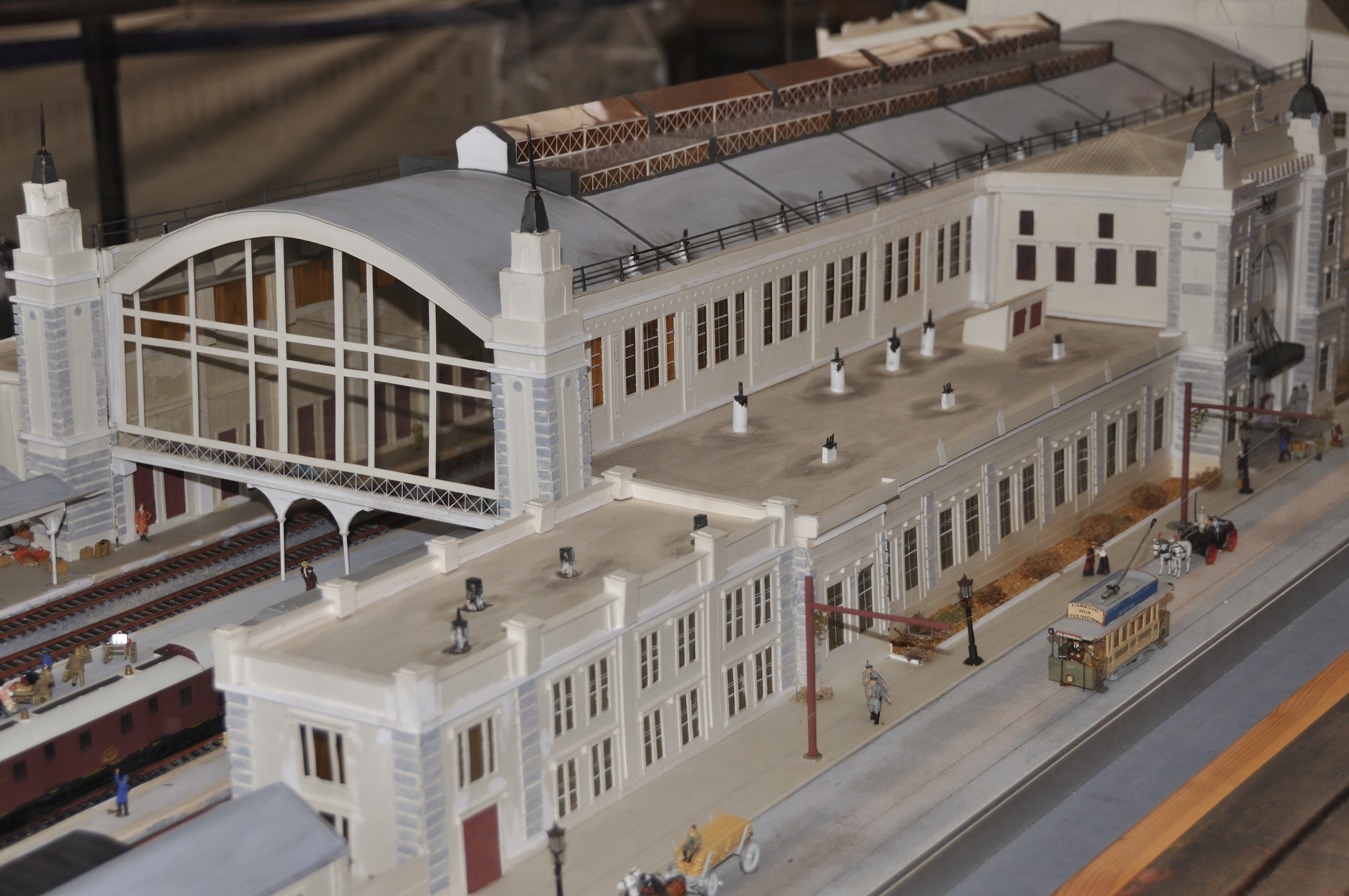
Modell der historischen Bahnhofshalle im Eisenbahnmuseum

Der Bahnsteigbereich war ab 1906 mit einer Hallendachkonstruktion überspannt. Diese war 1944 zur kriegsbedingten Metallgewinnung abgebaut worden. Seither waren Bahnsteige und Gleise ohne Regenschutz.
Um 2010 gab es in Österreich Bestrebungen, die in der Hauptwerkstätte Floridsdorf vorhandene und nicht mehr benötigte Hallendachkonstruktion des Zweiten Wiener Südbahnhofes nach Triest zu verschenken, um dem Eisenbahnmuseum eine wettergeschützte Verwahrung seiner Exponate zu ermöglichen. Dies kam nicht zu Stande.
Eine neue Dachkonstruktion steht 2025 vor der Fertigstellung.

## Heutige Nutzung
Das Bahnhofsgebäude nicht öffentlich zugänglich, da Umbauarbeiten für das Eisenbahnmuseum Triest Campo Marzio stattfinden. Dieses soll 2027 eröffnet werden.